# Baryscapus moldovicus
Baryscapus moldovicus is een vliesvleugelig insect uit de familie Eulophidae. De wetenschappelijke naam is voor het eerst geldig gepubliceerd in 2002 door Kostjukov & Tuzlikova.